# VIIIe législature du Parlement valencien
La VIIIe législature du Parlement valencien est un cycle parlementaire du Parlement valencien, d'une durée de quatre ans, ouvert le 9 juin 2011 à la suite des élections du 22 mai précédent et clos le 31 mars 2015.

## Bureau du Parlement
| Poste                  | Titulaire                           | Parti | Parti     | Circonscription |
| ---------------------- | ----------------------------------- | ----- | --------- | --------------- |
| Président              | Juan Cotino                         |       | PPCV      | Valence         |
| Président              | Alejandro Font de Mora (15.10.2014) |       | PPCV      | Castellón       |
| Premier vice-président | Alejandro Font de Mora              |       | PPCV      | Castellón       |
| Premier vice-président | Rafael Maluenda (15.10.2014)        |       | PPCV      | Alicante        |
| Second vice-président  | Ángel Luna                          |       | PSPV-PSOE | Alicante        |
| Second vice-président  | Ana Barceló (23.09.2014)            |       | PSPV-PSOE | Alicante        |
| Premier secrétaire     | Angelica Such                       |       | PPCV      | Alicante        |
| Premier secrétaire     | Antonio Clemente (17.10.2012)       |       | PPCV      | Valence         |
| Seconde secrétaire     | Carmen Martínez                     |       | PSPV-PSOE | Valence         |

## Groupes parlementaires
| Nom | Nom                   | Début | Fin | Porte-parole                             |
| --- | --------------------- | ----- | --- | ---------------------------------------- |
|     | Groupe populaire      | 55    | 55  | Rafael Blasco Jorge Bellver (05.10.2012) |
|     | Groupe socialiste     | 33    | 33  | Jorge Alarte Antonio Torres (17.04.2012) |
|     | Groupe Compromís      | 6     | 6   | Enric Morera                             |
|     | Groupe Esquerra Unida | 5     | 5   | Marga Sanz Ignacio Blanco (17.11.2014)   |

## Commissions parlementaires
| Commission | Président                           | Parti     | Parti | Circonscription |
| --- | ----------------------------------- | --------- | ----- | --------------- |
| Commissions permanentes législatives |                                     |           |       |                 |
| Commission de Coordination, d'Organisation et du Régime des institutions valenciennes                                                          | Rafael Maluenda                     | PPCV      |       | Alicante        |
| Commission de l'Éducation et de la Culture | Soledad Linares                     | PPCV      |       | Castellón       |
| Commission de l'Économie, des Budgets et des Finances                                                                                          | Cristina Moreno                     | PSPV-PSOE |       | Alicante        |
| Commission de l'Industrie, du Commerce et du Tourisme Commission de l'Industrie, du Commerce, du Tourisme et des Nouvelles technologies (2014) | Luis Díaz Alperi                    | PPCV      |       | Alicante        |
| Commission de l'Industrie, du Commerce et du Tourisme Commission de l'Industrie, du Commerce, du Tourisme et des Nouvelles technologies (2014) | Alfredo Castelló                    | PPCV      |       | Valence         |
| Commission de l'Agriculture, de l'Élevage et de la Pêche                                                                                       | Esther López                        | EUPV      |       | Alicante        |
| Commission des Travaux publics, des Infrastructures et des Transports                                                                          | Rafael Ferraro                      | PPCV      |       | Valence         |
| Commission de la Politique sociale et de l'Emploi                                                                                              | Mónica Oltra                        | Compromís |       | Valence         |
| Commission de la Santé et de la Consommation                                                                                                   | Esther Franco                       | PPCV      |       | Valence         |
| Commission de l'Environnement, de l'Eau et de l'Aménagement du territoire                                                                      | Andrés Ballester                    | PPCV      |       | Alicante        |
| Commission du Gouvernement et de l'Administration locale                                                                                       | Fernando Giner                      | PPCV      |       | Valence         |
| Commission du Développement du statut d'autonomie                                                                                              | Antonio Clemente                    | PPCV      |       | Valence         |
| Commissions permanentes non-législatives |                                     |           |       |                 |
| Commission du Règlement | Juan Cotino                         | PPCV      |       | Valence         |
| Commission du Règlement | Alejandro Font de Mora (15.10.2014) | PPCV      |       | Castellón       |
| Commission du Statut des députés | Juan Cotino                         | PPCV      |       | Valence         |
| Commission du Statut des députés | Alejandro Font de Mora (15.10.2014) | PPCV      |       | Castellón       |
| Commission des Pétitions | Juan Cotino                         | PPCV      |       | Valence         |
| Commission des Pétitions | Alejandro Font de Mora (15.10.2014) | PPCV      |       | Castellón       |
| Commission du Gouvernement intérieur | Juan Cotino                         | PPCV      |       | Valence         |
| Commission du Gouvernement intérieur | Alejandro Font de Mora (15.10.2014) | PPCV      |       | Castellón       |
| Commission des Affaires européennes | Gerardo Camps                       | PPCV      |       | Alicante        |
| Commission des Affaires européennes | David Serra (02.12.2011)            | PPCV      |       | Alicante        |
| Commission des Affaires européennes | César Sánchez (09.09.2014)          | PPCV      |       | Alicante        |
| Commission de la Politique linguistique | Trinidad Miró                       | PPCV      |       | Alicante        |
| Commission de la Femme et des Politiques d'égalité                                                                                             | Elena Bonet                         | PPCV      |       | Alicante        |
| Commission des Droits humains et du Tiers monde                                                                                                | Ángel Barceló                       | PPCV      |       | Alicante        |
| Commission des Nouvelles technologies et de la Société de la recherche                                                                         | Vicente Rambla                      | PPCV      |       | Castellón       |
| Commission de la Sécurité nucléaire | Manuel Cervera                      | PPCV      |       | Castellón       |
| Commission du Contrôle de la Radiotélévision RTVV                                                                                              | Ricardo Martínez                    | PPCV      |       | Castellón       |

## Gouvernement et opposition
| Candidat               | Date                                    | Vote       |      |      |           |      | Résultat |
| Candidat               | Date                                    | Vote       | PPCV | PSOE | Compromís | EUPV | Résultat |
| Francisco Camps (PPCV) | 16 juin 2011 (majorité absolue requise) | Oui        | 55   |      |           |      | 55 / 99  |
| Francisco Camps (PPCV) | 16 juin 2011 (majorité absolue requise) | Non        |      | 33   | 6         | 5    | 44 / 99  |
| Francisco Camps (PPCV) | 16 juin 2011 (majorité absolue requise) | Abstention |      |      |           |      | 0 / 99   |

| Candidat             | Date                                       | Vote       |      |      |           |      | Résultat |
| Candidat             | Date                                       | Vote       | PPCV | PSOE | Compromís | EUPV | Résultat |
| Alberto Fabra (PPCV) | 26 juillet 2011 (majorité absolue requise) | Oui        | 55   |      |           |      | 55 / 99  |
| Alberto Fabra (PPCV) | 26 juillet 2011 (majorité absolue requise) | Non        |      | 33   | 6         | 5    | 44 / 99  |
| Alberto Fabra (PPCV) | 26 juillet 2011 (majorité absolue requise) | Abstention |      |      |           |      | 0 / 99   |

## Désignations

### Sénateurs
| Parti | Parti                         | Sénateurs désignés             | Voix |
| ----- | ----------------------------- | ------------------------------ | ---- |
| PP    |                               | Julio Francisco de España Moya | 54   |
| PP    | Alfonso Gustavo Ferrada Gómez |                                | 54   |
| PP    | Gerardo Camps Devesa          |                                | 54   |
| PSOE  |                               | Joan Lerma i Blasco            | 33   |
| PSOE  | José María Ángel Batalla      |                                | 33   |

- Désignation : 30 juin 2011.
- Gerardo Camps (PP) est remplacé en novembre 2011 par Juan Antonio Rodríguez Marín.

| Parti | Parti | Sénateurs désignés    | Voix |
| ----- | ----- | --------------------- | ---- |
| PP    |       | Juan José Ortiz Pérez | 52   |

- Désignation supplémentaire en raison de l'augmentation du nombre de sénateurs à désigner : 9 décembre 2011.